# Beatrice Bartelloni
Beatrice Bartelloni (Staranzano, província de Gorizia, 5 de febrer de 1993) és una ciclista italiana, ja retirada, que fou professional del 2013 al 2018. Especialista en la pista, també va competir en carretera. El 2016 va prendre part en els Jocs Olímpics d'Estiu de Rio de Janeiro, on fou sisena en la prova de persecució per equips del programa de ciclisme.

## Palmarès en pista
- 2011
  -  Campiona d'Europa júnior en Persecució per equips (amb Maria Giulia Confalonieri i Chiara Vannucci)
- 2012
  -  Campiona d'Itàlia en persecució per equips
- 2013
  -  Campiona d'Itàlia en persecució per equips
- 2014
  -  Campiona d'Itàlia en persecució per equips

### Resultats a laCopa del Món en pista
- 2012-2013
  - 1r a Cali, en Persecució per equips